# Partecipanti al Circuit Franco-Belge 2024
Elenco dei partecipanti al Circuit Franco-Belge 2024.
Il Circuit Franco-Belge 2024 è stato l'ottantatreesima edizione della corsa. Alla competizione presero parte ventuno squadre: sei con licenza UCI World Tour 2024, undici UCI ProTeam e quattro UCI Continental Team.
Partenza con 137 ciclisti accreditati.

## Corridori per squadra
Nota: R ritirato, NP non partito, FT fuori tempo, SQ squalificato
| Lotto Dstny        | Lotto Dstny         | Lotto Dstny        | UAE Team Emirates       | UAE Team Emirates       | UAE Team Emirates       | Soudal Quick-Step      | Soudal Quick-Step      | Soudal Quick-Step      |
| ------------------ | ------------------- | ------------------ | ----------------------- | ----------------------- | ----------------------- | ---------------------- | ---------------------- | ---------------------- |
| N°                 | Ciclista            | Clas.              | N°                      | Ciclista                | Clas.                   | N°                     | Ciclista               | Clas.                  |
| 1                  | Jenno Berckmoes     | 4°                 | 11                      | Filippo Baroncini       | 16°                     | 21                     | Ayco Bastiaens         | R                      |
| 2                  | Axel De Lie         | 80°                | 12                      | Sjoerd Bax              | 17°                     | 22                     | Gil Gelders            | 61°                    |
| 3                  | Pascal Eenkhoorn    | 67°                | 13                      | Alessandro Covi         | 51°                     | 23                     | Antoine Huby           | 48°                    |
| 4                  | Sébastien Grignard  | 43°                | 14                      | Marc Hirschi            | 3°                      | 24                     | Yves Lampaert          | 22°                    |
| 5                  | Arjen Livyns        | 32°                | 15                      | Álvaro Hodeg            | R                       | 25                     | William Junior Lecerf  | 47°                    |
| 7                  | Liam Slock          | 19°                | 16                      | Juan Sebastián Molano   | R                       | 26                     | Jordi Warlop           | 62°                    |
|                    |                     |                    |                         |                         |                         | 27                     | Martin Svrček          | R                      |
| Intermarché-Wanty  | Intermarché-Wanty   | Intermarché-Wanty  | Cofidis                 | Cofidis                 | Cofidis                 | Arkéa-B&B Hotels       | Arkéa-B&B Hotels       | Arkéa-B&B Hotels       |
| N°                 | Ciclista            | Clas.              | N°                      | Ciclista                | Clas.                   | N°                     | Ciclista               | Clas.                  |
| 31                 | Vito Braet          | R                  | 41                      | Axel Zingle             | 2°                      | 51                     | Vincenzo Albanese      | 6°                     |
| 32                 | Rune Herregodts     | 70°                | 42                      | Piet Allegaert          | 52°                     | 52                     | Florian Sénéchal       | 33°                    |
| 33                 | Hugo Page           | 37°                | 43                      | Aimé De Gendt           | 68°                     | 53                     | Nicolas Milesi         | R                      |
| 34                 | Biniam Girmay       | 1°                 | 44                      | Alexis Gougeard         | R                       | 54                     | Amaury Capiot          | 31°                    |
| 35                 | Laurenz Rex         | 73°                | 45                      | Nolann Mahoudo          | 38°                     | 55                     | Florian Dauphin        | 66°                    |
| 36                 | Lorenzo Rota        | 18°                | 46                      | Anthony Perez           | 69°                     | 56                     | Kévin Ledanois         | R                      |
| 37                 | Adrien Petit        | R                  | 47                      | Ludovic Robeet          | 76°                     | 57                     | Matis Louvel           | 55°                    |
| Alpecin-Deceuninck | Alpecin-Deceuninck  | Alpecin-Deceuninck | Israel-Premier Tech     | Israel-Premier Tech     | Israel-Premier Tech     | TotalEnergies          | TotalEnergies          | TotalEnergies          |
| N°                 | Ciclista            | Clas.              | N°                      | Ciclista                | Clas.                   | N°                     | Ciclista               | Clas.                  |
| 61                 | Maurice Ballerstedt | 79°                | 71                      | Joseph Blackmore        | 21°                     | 81                     | Mathieu Burgaudeau     | 39°                    |
| 62                 | Lars Boven          | 74°                | 72                      | Michael Schwarzmann     | 100°                    | 82                     | Fabien Doubey          | 42°                    |
| 63                 | Kaden Groves        | 10°                | 73                      | Riley Sheehan           | 34°                     | 83                     | Émilien Jeannière      | 5°                     |
| 64                 | Senne Leysen        | 95°                | 74                      | Riley Pickrell          | 78°                     | 84                     | Lorrenzo Manzin        | R                      |
| 65                 | Ramon Sinkeldam     | R                  | 75                      | Tom Van Asbroeck        | 46°                     | 86                     | Geoffrey Soupe         | 64°                    |
| 66                 | Toon Vandebosch     | 90°                | 76                      | Mads Würtz Schmidt      | R                       | 87                     | Jason Tesson           | R                      |
| 67                 | Ramses Debruyne     | 75°                | 77                      | Pier-André Côté         | 77°                     |                        |                        |                        |
| Uno-X Mobility     | Uno-X Mobility      | Uno-X Mobility     | Caja Rural-Seguros RGA  | Caja Rural-Seguros RGA  | Caja Rural-Seguros RGA  | Q36.5 Pro Cycling Team | Q36.5 Pro Cycling Team | Q36.5 Pro Cycling Team |
| N°                 | Ciclista            | Clas.              | N°                      | Ciclista                | Clas.                   | N°                     | Ciclista               | Clas.                  |
| 91                 | Jonas Abrahamsen    | 13°                | 101                     | Joseba López            | R                       | 111                    | Xabier Azparren        | 85°                    |
| 92                 | Erik Resell         | 35°                | 102                     | Joel Nicolau            | 12°                     | 113                    | Fabio Christen         | 11°                    |
| 93                 | William Blume Levy  | 23°                | 103                     | David Gonzalez          | R                       | 114                    | Frederik Frison        | R                      |
| 94                 | Anders Johannessen  | 24°                | 104                     | Michal Schlegel         | 65°                     | 115                    | Cyrus Monk             | R                      |
| 95                 | Martin Urianstad    | 25°                | 105                     | Gorka Sorarrain         | 26°                     | 116                    | Jannik Steimle         | R                      |
| 96                 | Fredrik Dversnes    | 15°                | 106                     | Eduard Prades           | 9°                      | 117                    | Rory Townsend          | 60°                    |
| 97                 | Rasmus Tiller       | 14°                | 107                     | Calum Johnston          | 27°                     |                        |                        |                        |
| Bingoal WB         | Bingoal WB          | Bingoal WB         | Team Flanders-Baloise   | Team Flanders-Baloise   | Team Flanders-Baloise   | Team Novo Nordisk      | Team Novo Nordisk      | Team Novo Nordisk      |
| N°                 | Ciclista            | Clas.              | N°                      | Ciclista                | Clas.                   | N°                     | Ciclista               | Clas.                  |
| 121                | Louis Blouwe        | R                  | 131                     | Alex Colman             | R                       | 141                    | Nathan Smith           | R                      |
| 122                | Floris De Tier      | 40°                | 132                     | Lindsay De Vylder       | 57°                     | 142                    | Quinten De Graeve      | 94°                    |
| 123                | Johan Meens         | 58°                | 133                     | Gilles De Wilde         | 88°                     | 143                    | Sam Brand              | 92°                    |
| 124                | Luca Van Boven      | 41°                | 134                     | Siebe Deweirdt          | 72°                     | 144                    | Matyáš Kopecký         | 8°                     |
| 125                | Kenneth Van Rooy    | 44°                | 135                     | Yentl Vandevelde        | 56°                     | 145                    | Andrea Peron           | R                      |
| 126                | Jelle Vermoote      | R                  | 136                     | Ward Vanhoof            | 28°                     | 146                    | Doriand Percrule       | R                      |
| 127                | Giacomo Villa       | 45°                | 137                     | Victor Vercouillie      | 91°                     | 147                    | Antonio Polga          | 83°                    |
| TDT-Unibet         | TDT-Unibet          | TDT-Unibet         | Equipo Kern Pharma      | Equipo Kern Pharma      | Equipo Kern Pharma      | Van Rysel-Roubaix      | Van Rysel-Roubaix      | Van Rysel-Roubaix      |
| N°                 | Ciclista            | Clas.              | N°                      | Ciclista                | Clas.                   | N°                     | Ciclista               | Clas.                  |
| 151                | Andreas Stokbro     | 30°                | 161                     | Pau Miquel              | 7°                      | 171                    | Maxime Jarnet          | 50°                    |
| 152                | Axel Huens          | 20°                | 162                     | Miguel Ángel Fernández  | R                       | 172                    | Kévin Avoine           | R                      |
| 153                | Zeb Kyffin          | 29°                | 163                     | Francisco Galván        | R                       | 173                    | Célestin Guillon       | 86°                    |
| 154                | Sebastian Nielsen   | 98°                | 164                     | Álex Jaime              | 71°                     | 174                    | Samuel Leroux          | 63°                    |
| 155                | Tomáš Kopecký       | 36°                | 165                     | Marc Brustenga          | 84°                     | 175                    | Jérémy Leveau          | 59°                    |
| 156                | Hartthijs de Vries  | 49°                | 166                     | Iñigo Elosegui          | 82°                     | 176                    | Maximilien Juillard    | 96°                    |
|                    |                     |                    |                         |                         |                         | 177                    | Kenny Molly            | R                      |
| Tarteletto-Isorex  | Tarteletto-Isorex   | Tarteletto-Isorex  | Parkhotel Valkenburg CT | Parkhotel Valkenburg CT | Parkhotel Valkenburg CT | Philippe Wagner-Bazin  | Philippe Wagner-Bazin  | Philippe Wagner-Bazin  |
| N°                 | Ciclista            | Clas.              | N°                      | Ciclista                | Clas.                   | N°                     | Ciclista               | Clas.                  |
| 181                | Ewout de Keyser     | 99°                | 191                     | Stef Koning             | R                       | 201                    | Enrico Dhaeye          | 87°                    |
| 182                | Gianni Marchand     | R                  | 192                     | Jelte Krijnsen          | R                       | 202                    | Theo Bonnet            | 97°                    |
| 183                | Thomas Joseph       | R                  | 193                     | Steijn Oosterveld       | R                       | 205                    | Stefano Museeuw        | R                      |
| 184                | Robbe Claeys        | R                  | 194                     | Martijn Rasenberg       | 81°                     | 206                    | Jens Vandenbogaerde    | 93°                    |
| 185                | Jacob Relaes        | R                  | 196                     | Niek Voogt              | 53°                     | 207                    | Mathias Vanoverberghe  | R                      |
| 186                | Alex Vandenbulcke   | 89°                |                         |                         |                         |                        |                        |                        |
| 187                | Mauro Verwilt       | 54°                |                         |                         |                         |                        |                        |                        |